# يحزقيل كوفمان
يحزقيل كوفمان (بالعبرية: יחזקאל קויפמן) (17 ديسمبر 1889 – 9 أكتوبر 1963) فيلسوف ومفكر وكاتب وعالم لاهوت إسرائيلي.
حصل على جائزة إسرائيل في الدراسات اليهودية في عام 1958، وعلى جائزة بياليك مرتين. عمل أستاذاً للكتاب المقدس في الجامعة العبرية في القدس، وكان عضواً في الأكاديمية الإسرائيلية للعلوم في عام 1959.

## حياته
ولد في دونيفيتش في مقاطعة بودوليا (التي كانت تتبع الإمبراطورية الروسية وقتها) لأبوين يهوديين محافظين. وكان والده مردخاي ناحوم كاوفمان تاجر أقمشة. درس التلمود في مدرسة دينية الخاصة بالحاخام تشيرنوفيتس في أوديسا،  وتلقى دروسا متقدمة من البارون دافيد غونزبرغ في بيتروغراد (لينينغراد). وتعلم اللغة العبرية وقليلا من الأدب العبري على يد مدرس خاص.
درس الفلسفة واللغات السامية في جامعة برن، وحصل على درجة الدكتوراه منها في عام 1918. وبعد الحرب العالمية الأولى انتقل إلى برلين حيث بدأ العمل في الكتابات اللاهوتية في «الموسوعة اليهودية».
وهاجر إلى فلسطين تحت الانتداب البريطاني عام 1928، وبدأ التدريس في مدرسة ريالي في حيفا. وانتقل في عام 1949 إلى القدس، وعين أستاذاً للتوارة في الجامعة العبرية حتى عام 1957، وظل فيها حتى وفاته.

## من كتبه
- المنفى وأرض الغرباء – من أربعة أجزاء (1929-1930) – وهي دراسة اجتماعية حول مصير الشعب اليهودي من العصور القديمة وحتى العصر الحديث.

- تاريخ الإيمان الإسرائيلي – من ثمانية أجزاء (1937-1957) وهو تاريخ للدين الإسرائيلي من العصور القديمة حتى نهاية الهيكل الثاني. وقد ترجم إم غرينبرغ الأجزاء السبعة الأولى تحت عنوان «دين إسرائيل» عام 1960.[5]

## جوائز
- حصل على جائزة إسرائيل في الدراسات اليهودية عام 1958.[6]

- حصل على جائزة بياليك في الفكر اليهودي مرتين في عام 1933 وكان أول فائزة بها، وفي عام 1956.[7]